# Ingrid Lempereur
Ingrid Lempereur (Messancy, Bélgica, 26 de junio de 1969) es una nadadora belga retirada especializada en pruebas de estilo braza, donde consiguió ser medallista de bronce olímpica en 1984 en los 200 metros.

## Carrera deportiva
En los Juegos Olímpicos de Los Ángeles 1984 ganó la medalla de bronce en los 200 metros braza con un tiempo de 2:31.40 segundos, tras la canadiense Anne Ottenbrite y la estadounidense Susan Rapp (plata con 2:31.15 segundos).
Y en el Campeonato Europeo de Natación de Estrasburgo de 1987 ganó la plata en la misma prueba de 200 metros braza.

## Palmarés internacional
| Juegos Olímpicos               | Juegos Olímpicos             | Juegos Olímpicos  | Juegos Olímpicos |
| Año                            | Lugar                        | Medalla           | Prueba           |
| ------------------------------ | ---------------------------- | ----------------- | ---------------- |
| 1984                           | Los Ángeles (Estados Unidos) | Medalla de bronce | 200 m braza      |
| Campeonato Europeo de Natación |                              |                   |                  |
| Año                            | Lugar                        | Medalla           | Prueba           |
| 1987                           | Estrasburgo (Francia)        | Medalla de plata  | 200 m braza      |